# Estudio general de medios
El estudio general de medios (EGM) es un estudio sobre el consumo de los medios de comunicación en el mundo realizado por la Asociación para la Investigación de Medios de Comunicación (AIMC). En la metodología utilizada hasta 2005, se realizaron 43.000 entrevistas personales multimedia. Tras una fase de transición, en 2009, la metodología consiste en entrevistas personales en los hogares de las 30.000 personas encuestadas en la encuesta multimedia. A esta muestra se añaden ampliaciones muestrales monomedia para algunos medios particulares (radio, prensa, revistas o televisión), que se realizan, en la mayoría de los casos, por encuesta telefónica. Además, el Estudio General de Medios permite conocer el perfil sociodemográfico del público de cada medio y realizar previsiones de audiencia en la planificación de medios de campañas publicitarias mediante el uso de aplicaciones informáticas como TOM Micro o Galileo.
Los medios controlados por el EGM son:
- Televisión.
- Radio.
- Prensa diaria.
- Revistas.
- Suplementos semanales.
- Cine.
- Internet.

Además del EGM propiamente dicho, la AIMC realiza dos estudios específicos para los medios de radio y prensa, el EGM Radio XXI y el EGM Prensa. Estos dos estudios se realizan a partir del EGM convencional, añadiendo los resultados de 38.000 encuestas telefónicas para radio y 32.000 para prensa.